# رحلة إلى إنسيلادوس وتيتان
رحلة إلى إنسيلادوس وتيتان (بالإنجليزية: Journey to Enceladus and Titan-JET)‏ هو تصور لمهمة بيولوجية فلكية من أجل تقدير إمكانية سكن كل من تيتان وإنسيلادوس قمرا زحل.
تم اقتراح المهمة في 2011 من قبل مختبر الدفع النفاث لبرنامج ديسكڤري الخاص بناسا لمهمته الـ13، لكن لم يتم اختياره في التصفية قبل النهائية.